# Vrtovi Fin, Kašan
Vrtovi Fin (perzijsko باغ فین‎ Bagh-e Fin) so v Kašanu v Iranu, je zgodovinski perzijski vrt. Tu je kopel Fin, kjer je Amirja Kabirja, kadžarskega kanclerja, umoril morilec, ki ga je poslal kralj Nasrudin-šah Kadžar leta 1852. Dokončani leta 1590, so vrtovi  Fin najstarejši ohranjen vrt v Iranu.
V zahodnem delu vrta je Narodni muzej Kašana z arheološkimi najdbami iz Tepe-Sialka, Tšoga Zanbila, Hasanluja, Korvina in Lorestana. Na ogled so tudi etnografski predmeti, kaligrafija (Nastaliq) umetnikov iz obdobja Kadžar in sodobna ročna dela.

## Zgodovina
Izvor vrta je lahko pred obdobjem Safavidov; nekateri viri navajajo, da je bil vrt preseljen iz drugega kraja, vendar dokumentacija o tem ni bila najdena.
Vrt v današnji obliki je bil zgrajen pod vladavino Abasa I. perzijskega šaha (1571-1629), kot tradicionalni bagh v bližini vasi Fin, ki je nekaj kilometrov jugozahodno od Kašana.
Vrt je bil nadalje razvit v času Safavidov, do Abasa II. (1633-1666). V času vladavine Fat'ha Ali šaha Kadžara je bil zelo priznan in je bil precej razširjen.
Vrt je pozneje trpel zaradi zanemarjanja in je bil večkrat poškodovan, dokler ni bil leta 1935 naveden kot nacionalna last Irana. 8. septembra 2007 je bil Bagh-e Fin vpisan na Unescov poskusni seznam.
Unesco je vrt razglasil za svetovno dediščino 18. julija 2012.

## Struktura
Vrt obsega 2,3 ha z glavnim dvoriščem, obdanim z obzidjem s štirimi krožnimi stolpi. V skladu z mnogimi perzijskimi vrtovi tega obdobja. V vrtovih je veliko vodnih objektov.
Ti so se napajali iz izvira na pobočju hriba Solejmanijeh za vrtom s pomočjo sistema kanata, pritisk vode pa je bil tolikšen, da je bilo mogoče zgraditi veliko število obtočnih bazenov in fontan brez potrebe po mehanskih črpalkah.
Vrt vsebuje številne ciprese in združuje arhitekturne značilnosti obdobij Safavidov, Zandijeh in Kadžarov.
- Kušak, del Bagh-e Fin v Kašanu
- Kushak je osrednji del vrta.
- Detajl stropa Kušaka.